# Elise Polko

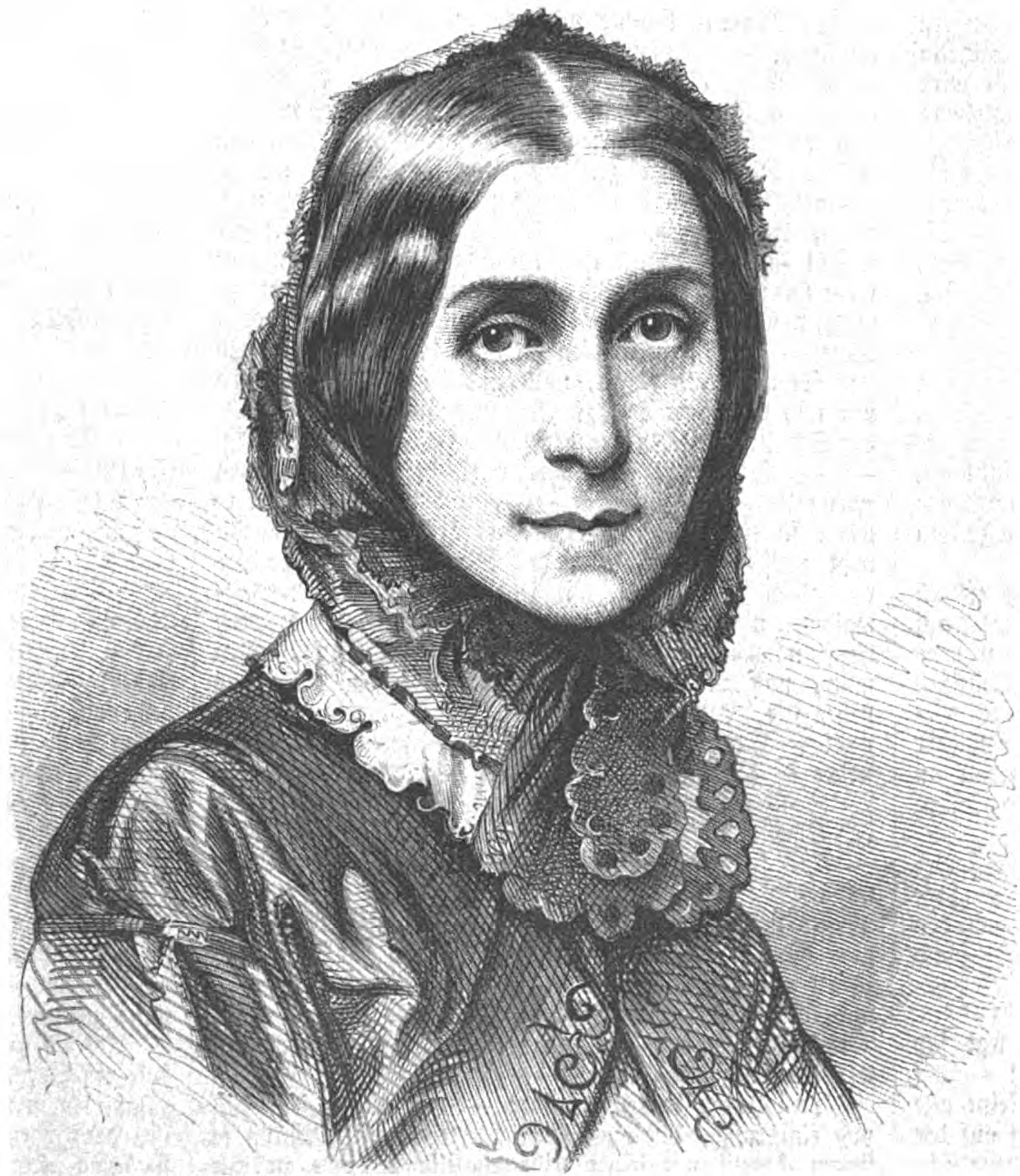
Elise Polko, 1870. Grafik von Fritz Kriehuber.

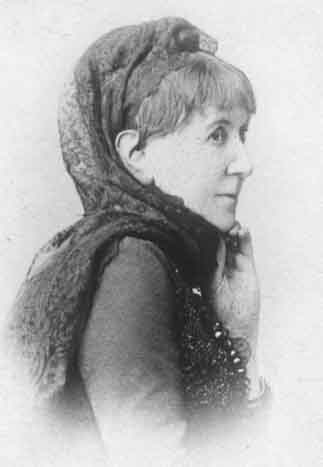
Elise Polko; Widmung: „Frau Elise Polko, Weihnachtsgruß 1891“

Emilie Charlotte Elise Polko (geb. Vogel; * 31. Januar 1823 auf Wackerbarths Ruh’ (Naundorfer Flur), heute zu Radebeul; † 15. Mai 1899 in München) war eine deutsche Dichterin und Sängerin.

## Leben und Werk
Elise Vogel war das erste Kind des Rektors Carl Vogel und seiner Frau Amalie, der zusammen mit seinem Schwiegervater Carl Lang die 1816 in Wackerbarths Ruh’ eingerichtete Knabenerziehungsanstalt leitete. 1824 zog die Familie nach Krefeld, wo ihr Vater bis 1832 die Höhere Stadtschule (später Realgymnasium) leitete. Nach 1832 zog die Familie nach Leipzig. Dort erhielt sie neben einer sorgfältigen Erziehung auch Musikunterricht durch den Musikdirektor Christian August Pohlenz und den Gesangsprofessor Friedrich Böhme.
Ihr 1829 in Krefeld geborener Bruder Eduard Vogel, das fünfte Kind der Familie Vogel, wurde ein bekannter Astronom und Afrikaforscher und 1856 im Sultanat Wadei, östlich vom Tschadsee, auf Befehl des dortigen Herrschers hingerichtet. Der jüngste Bruder Hermann Carl Vogel (1841–1907) wurde Direktor des Astrophysikalischen Observatoriums Potsdam.
Elise Vogel gehörte zum Freundeskreis von Felix Mendelssohn Bartholdy; im Hause von Mendelssohns Schwester Fanny Hensel fand sie Aufnahme. Dieser Runde gehörten auch Jenny Lind, Wilhelmine Schröder-Devrient und Rahel Varnhagen von Ense an. Polkos Stimme und ihre Begabung weckten das Interesse Mendelssohns, welcher sie ebenso wie Livia Frege förderte. Auf Mendelssohns Rat ließ sie sich zur Sängerin (Mezzosopran) ausbilden. Ihren ersten öffentlichen Auftritt als Sängerin hatte sie am 18. Oktober 1845 im Leipziger Gewandhaus. Auch als Opernsängerin hat sie sich erfolgreich versucht; sie ging im Dezember 1847 nach Paris, um ihr Gesangsstudium bei Manuel Garcia zu vervollständigen. Ihr Plan, zur Bühne zu gehen, wurde durch veränderte Familienverhältnisse verhindert. Nach dem Ausbruch der Februarrevolution 1848 kehrte sie nach Leipzig zurück und trat am 24. Februar 1848 zum letzten Mal bei einem Abonnementskonzert im Leipziger Gewandhaus auf. 1849 verzichtete sie auf eine Bühnenlaufbahn als Sängerin und heiratete Eduard Polko, einen Eisenbahningenieur und späteren Eisenbahndirektor der Köln-Mindener Eisenbahn-Gesellschaft. Sie widmete sich von da an der Schriftstellerei.
Mit ihrem Mann lebte sie in Duisburg, ab etwa 1851/52 für ungefähr 25 Jahre in Minden in Westfalen, wo sie im Bahnhof eine Wohnung bezogen, ab 1877 in Wetzlar und 1880 in (Köln-)Deutz. Im Februar 1887, kurz nach dem Tode ihres unheilbar erkrankten Sohnes, starb auch ihr Mann – unter Hinterlassung von Schulden. Außerdem hatte ihr Gatte es versäumt, sie bei der Verstaatlichung der Eisenbahngesellschaft mit in die Rentenversicherung aufnehmen zu lassen. Und sie musste ihre Familie unterstützen. Zunächst lebte sie in Hannover, das sie aus Gesundheitsgründen wieder verlassen musste, ab 1891 in Wiesbaden, von wo sie aus Kostengründen 1895 nach Frankfurt wechselte, zuletzt wohnte sie ab 1898 in München. Sie bezog eine kleine Rente auf dem Gnadenwege, verdiente den Lebensunterhalt mit Schriftstellerei sowie durch Aufnahme meist älterer Pensionärinnen, darunter zeitweise auch eine junge Tochter des Dichters Theodor Storm, und gab Gesangs(?)-Unterricht, außerdem wurde sie mit Geldgeschenken und Darlehen unterstützt von Marianne Rhodius, die der Stadt Krefeld neben zahlreichen Legaten 1,8 Millionen Mark als Stiftung hinterließ. Im Sommer 1898 stürzte sie in Schliersee so schwer, dass sie am 15. Mai 1899 an den Folgen dieses Unfalls in München im Hause ihrer Schwester Julie Dohmke starb.
Elise Polkos Arbeiten entstanden größtenteils in Minden, wo sie auch Carl Wilhelm August Krüger kennenlernte, der eine weithin bekannte Kunstsammlung zusammengetragen hatte. In ihrem Buch Bedeutende Menschen. Portraitskizzen, Lebenserinnerungen und Novellen von 1895 gibt sie eine Erzählung des Kunstsammlers wieder. Ihre Themen nahm Polko aber meistens aus dem Gebiet der Musik. Ihre bekanntesten Werke sind die Romane Erinnerungen an Felix Mendelssohn Bartholdy, Faustina Hasse, Nicolo Paganini und die Geigenbauer sowie Musikalische Märchen, Phantasien und Skizzen in drei Bänden – ein Werk, das 25 (davon 23 bis zu ihrem Tod) Auflagen erlebte und zuerst zwischen 1847 und 1850 in der Zeitschrift Signale für die musikalische Welt veröffentlicht wurde. Die drei Bände Musikalische Märchen erzählen aus Vergangenheit und Gegenwart Geschichten aus dem Musikleben vergangener Jahrhunderte. Es sind Erinnerungen an berühmte Musiker. In der Erzählung Ein Doppelstern am Kunsthimmel spielen Clara und Robert Schumann die Hauptrolle. Und in Porpoto in Dresden 1744 werden die Leser an den Hof Friedrichs August II., den Sohn Augusts des Starken, geführt.
Diese Werke waren meist sehr erfolgreich und wurden vor allem von Frauen gern gelesen. Trotzdem kam Elise Polko aus den finanziell beengten Verhältnissen nicht heraus, obwohl sie, um Darlehen abzubezahlen, sozusagen pausenlos schrieb. In einem Brief an Marianne Rhodius klagte sie: „Bei der Beliebtheit meiner Feder und der Leichtigkeit, mit der ich arbeite, hätte ich als englische oder französische Schriftstellerin die erwähnten teuren Verpflichtungen ohne große Anstrengungen zu erfüllen vermocht, aber das Honorar der deutschen Schriftsteller ist ja eben ein so geringes im Vergleich zu jenen, – und so muss ich mich denn redlich quälen und fast alle jene Arbeiten, verehrte Frau, an denen sich so manches Herz erfreut, tragen das geheime Motto‚ in doloribus pinxit‘ (in Schmerzen gemalt).“ Zudem hatte sie Pech bei der Wahl ihrer Verlage, die bankrottgingen, so dass sie ihre Bücher zurückkaufen musste.
Heute sind ihre Werke nur noch wenig bekannt und meist nur in Antiquariaten zu haben; viele Werke liegen jedoch als Digitalisat vor, die Staatsbibliothek zu Berlin hat in ihrem Bestand viele Originalausgaben Elise Polkos. Eine ausführliche Bibliographie der Werke, Aufsätze und Erzählungen steht im Westfälischen Autorenlexikon. Weiteres Material findet sich im Krefelder Stadtarchiv.

## Werke (Auswahl)
- Musikalische Märchen, Phantasien und Skizzen. 3 Bände 1852–1872 (Digitalisate der Technischen Universität Braunschweig)
- Ein Frauenleben, Roman. 2 Bände 1854 (Digitalisat Bd. 1 Bd. 2 der Bayerischen Staatsbibliothek)
- Kleine Malereien für die Kinderstube. 2 Bände Leipzig 1854 (Digitalisat der Staatsbibliothek zu Berlin)
- Mädchenspielzeug: Blumenbilder, Leipzig 1856 (Digitalisat der Staatsbibliothek zu Berlin)
- Sabbathfeier. Roman, 2 Bände 1858–1863 (Digitalisat Bd. 1 Bd. 2 der Bayerischen Staatsbibliothek)
- Faustina Hasse. Ein musikalischer Roman. 2 Bände 1860 (Digitalisat Bd. 1 Bd. 2 der Bayerischen Staatsbibliothek)
- Neue Novellen, Leipzig 1861. (Neuauflage 2020, ISBN 978-3-7437-3706-8)
- Unsere Pilgerfahrt von der Kinderstube bis zum eigenen Herd: Lose Blätter, Leipzig 1862 (Digitalisat der Staatsbibliothek zu Berlin)
- Erinnerungen an einen Verschollenen. Aufzeichnungen und Briefe von und über Eduard Vogel, gesammelt von seiner Schwester E. P., Leipzig 1863
- Notizen und Briefe über und von Dr. Carl Vogel, Direktor der Bürger- und Realschule zu Leipzig, Leipzig 1863 (Digitalisat der Universität Leipzig)
- Die Bettler-Oper: ein Lebensbild aus der Dichter- und Musikerwelt der Zeit Georg I., Hannover 1864 (Digitalisat Bd. 1 Bd. 2 Bd. 3 der Bayerischen Staatsbibliothek)
- Genzianen: Skizzen-Blätter, Münster 1865
- Erzählungen für den Sylvester-Abend, zus. mit Ottilie Wildermuth und Luise Esche, Hamm 1865
- Am Teetisch einer schönen Frau: Erinnerungen an den Kaiser Alexander I. Berlin 1866 (Bezogen auf die Erlebnisse der Schwester Emilie ihrer Taufpatin Elise geb. Hundeiker mit dem russischen Zaren Alexander I., siehe auch Johann Peter Hundeiker).[10]
- Briefblätter und Frauen-Bilder, Münster 1866
- Erinnerungen an Felix Mendelssohn-Bartholdy: Ein Künstler- und Menschenleben, Leipzig 1868 (engl. Ausgabe Reminiscences of Felix Mendelssohn-Bartholdy bei Longmans, Green & Co., London 1869) (Digitalisat der deutschen Ausgabe der Bayerischen Staatsbibliothek)
- Verklungene Akkorde: Gedenkblätter, Leipzig 1869
- Auf dunklem Grunde: Frauengestalten aus der franz. Revolution (1793), Novelle, Leipzig 1869
- Sie schreibt, Roman, Leipzig 1869 (Digitalisat der Bayerischen Staatsbibliothek)
- Eine deutsche Fürstin, Pauline zur Lippe. Leipzig 1870 (LLB Detmold).
- Plaudereien, Bremen 1872
- Im Fluge: Reiseblätter und Skizzen, 2 Bd., Leipzig & Wien 1874 (Digitalisat Bd. 1, Bd. 2 der Bayerischen Staatsbibliothek)
- Weder Glück noch Stern: eine einfache Geschichte, Leipzig 1876
- Umsonst, Roman, Breslau 1878
- In der Villa Diodati: Aus den Erinnerungen eines Verstorbenen, Münster 1878
- „Schön Rothtraut“, in: „Vesta“ Taschenbuch für Deutschlands Frauen und Jungfrauen; hrsg. von Elise Polko, Leipzig, Eckstein, 1879
- Die Königin Luise: Porträtskizzen, Leipzig, 1881
- Getrennt, Roman, zwei Theile in einem Bande, Breslau 1882
- Herzensfrühling und Rosenzeit, Novellen, Breslau 1884
- Neues Märchenbuch: musikalische Skizzen und Träumereien. – Minden i.W : Bruns, 1884 (Digitalisat der Universitäts- und Landesbibliothek Düsseldorf)
- Dita, 1887[11]
- Kleine Bildermappe. Federzeichnungen von Elise Polko, 1887[12]
- Con amore! Neueste Novellen, Wiesbaden 1892
- Verwöhnt. Der Hausfreund. Wenn Wände reden, 3 Novellen, Breslau 1893
- Hell und Dunkel, Neue Novellen, Köln 1895
- Jugendliebe, Roman, Schleswig, vor 1898

## Herausgeberschaft

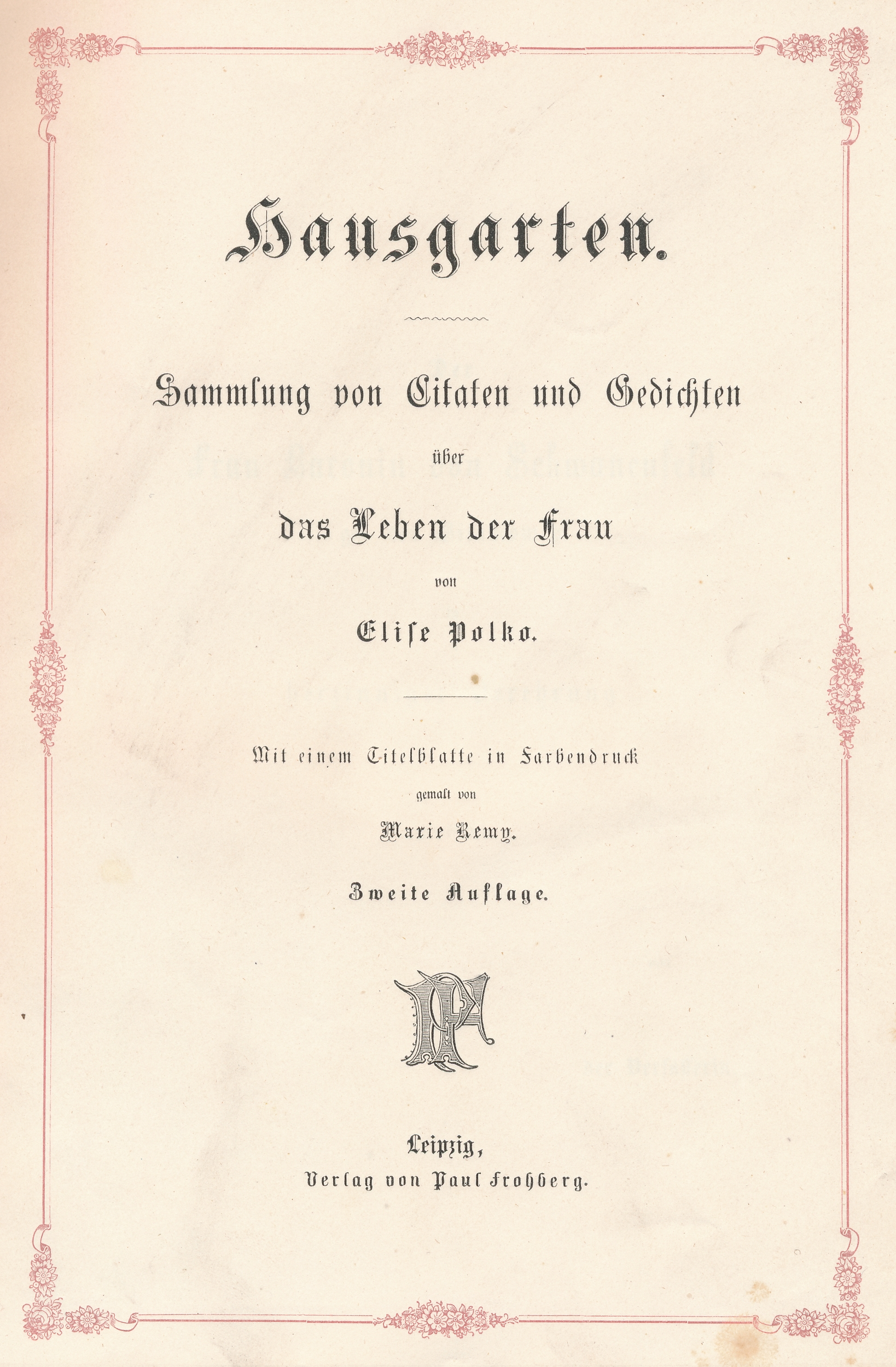
Hausgarten, Sammlung von Citaten und Gedichten über das Leben der Frau, Leipzig 1872 (Titelseite)

- Dichtergrüße. Neuere deutsche Lyrik ausgewählt. Amelang, Leipzig 1860 (Digitalisat der Bayerischen Staatsbibliothek)
- Brautstrauß. Sammlung deutscher, französischer und englischer Gedichte und Citate aus der neueren Litteratur über die Liebe. Frohberg, Leipzig 1870
- Ein FrauenaIbum. Illustriertes Jahrbuch mit Kalender. Verlag der Literar.-Artist. Anstalt, Wien 1872
- Hausgarten. Sammlung von Citaten und Gedichten über das Leben der Frau. Frohberg, Leipzig 1872
- Kinderstube. Sammlung von Citaten und Gedichten über Mütter, Kinder und Erziehung. Frohberg, Leipzig 1872
- Stätten der Erinnerung an die Königin Luise im Rahmen mündlicher Ueberlieferungen. Aufgezeichnet von Caspar Scheuren und E.P. – Düsseldorf 1878 (Digitalisat der Universitäts- und Landesbibliothek Düsseldorf)
- Aus der Fremde. Neue Dichtergrüße aus vieler Herren Länder gesammelt. Schottländer, Breslau 1879
- Vesta. Taschenbuch für Deutschlands Frauen und Jungfrauen. Mit Illustrationen berühmter Meister. 5 Jahrgänge. Eckstein, Leipzig und Berlin 1879–1885
- Freundschafts-Album. Ältere und neuere Dichtersprüche in Poesie und Prosa. Licht und Meyer, Leipzig 1882
- From garden and fields. A bouquet of english poems. Eckstein, Berlin 1883
- Am stillen Herd. Gedichte und Sprüche aus dem deutschen Dichterschatz. Bruns, Minden 1884
- Deutscher Mädchenkalender für das Jahr 1890. Unter Mitwirkung hervorragender Schriftstellerinnen. Fried, Berlin 1889
- Deutsches Mädchen-Jahrbuch. Jg. 1891. Gnadenfeld, Berlin 1891
- La belle France. Anthologie lyrique. Eckstein, Berlin 1880
- Unser Glauben, Lieben, Hoffen. Fromme und ernste Lieder und Verse neuerer und neuester Dichter. Sponholtz, Hannover 1891
- Unsere Kinder. Poetische Gedanken und Herzensworte deutscher und ausländischer Dichter. Greiner und Pfeiffer, Stuttgart 1892
- Blauveilchen. Ein frischer Strauß deutscher Dichterblüten. Süddt. Verlags-Inst., Stuttgart 1894
- Julie Burow-Pfannenschmidt: Denk-Sprüche für das weibliche Leben. Gesammelte Perlen zur Veredlung für Geist, Gemuth und Herz. Schotte, Berlin und Leipzig 1874

## Dokumente
Briefe von Elise Polko befinden sich im Bestand des Leipziger Musikverlages C. F. Peters im Staatsarchiv Leipzig.